# Pedro E. Gozalbo Herrero
Pedro E. Gozalbo Herrero   (les Useres, 9 de març de 1947 - les Useres, 12 de juny de 2018) fou un empresari i polític valencià, diputat a les Corts Valencianes durant la II Legislatura.

## Biografia
El 1970 es dedicà empresarialment a l'exportació de ceràmica, encara que finalment treballaria des de 1972 a l'empresa GM SA de Castelló i el 1977 a CMNS de Nules. Fou president del consell d'administració de les empreses SG S.A de Vila-real (1982) i de MAI S.A d'Onda (1987)
Alhora, el 1977 formà part del comitè provincial de la Unió de Centre Democràtic, però el 1981 fou vicesecretari federal de l'escissió socialdemòcrata Partit d'Acció Democràtica. Quan aquest ingressà en el PSOE el 1982 va presidir la gestora del Centro Democrático y Social de Castelló, i n'esdevindria president provincial. Amb aquest partit fou elegit diputat a les eleccions a les Corts Valencianes de 1987. De 1987 a 1991 fou vicepresident de la Comissió Permanent no legislativa d'Afers Europeus de les Corts Valencianes. No fou escollit a les eleccions de 1991 i no se li coneix posterior activitat política.